# Pontevedra-Universidad
Pontevedra-Universidade (hiszp. Estación de Pontevedra-Universidad) – przystanek kolejowy w miejscowości Pontevedra, w Prowincji Pontevedra, we wspólnocie autonomicznej Galicja, w Hiszpanii.
Obsługuje połączenia regionalne i średniego dystansu Renfe.

## Położenie stacji
Znajduje się na km 19,9 linii Redondela – Santiago de Compostela.

## Historia
Przystanek został wybudowany w latach 90. do obsługi pobliskiego Campus de Pontevedra, będącego częścią Uniwersytetu w Vigo.

## Linie kolejowe
- Redondela – Santiago de Compostela

## Połączenia
| Linia MD | Pociągi | Z/Do                                       |  | Do/Z |
| -------- | ------- | ------------------------------------------ |  | ---- |
| 1        | MD      | A Coruña Pontevedra Santiago de Compostela |  | Vigo |